# Meliana

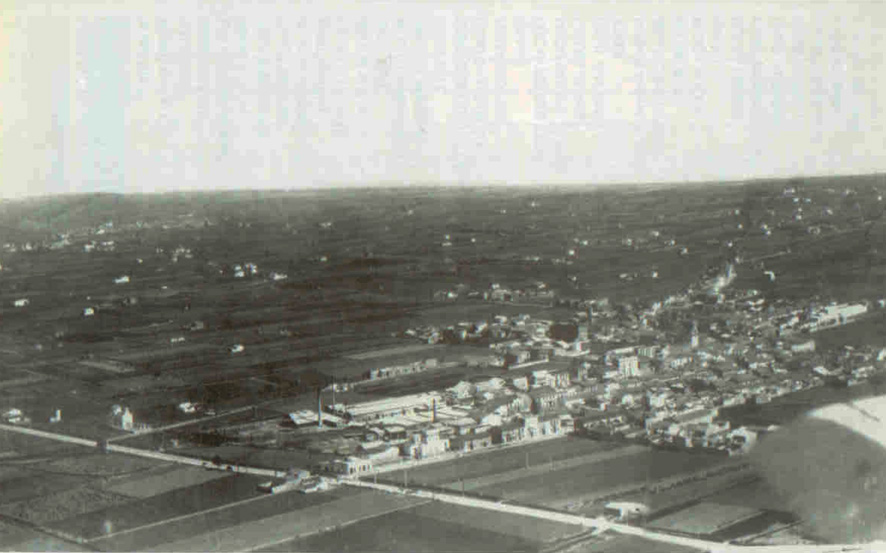
Vue de Meliana en 1900.

Meliana (en valencien et en castillan) est une commune d'Espagne de la province de Valence dans la Communauté valencienne. Elle est située dans la comarque de l'Horta Nord et dans la zone à prédominance linguistique valencienne.

## Géographie

Localisation de Meliana
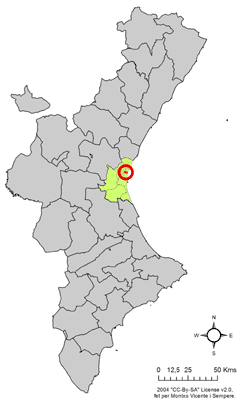
dans la Communauté valencienne.
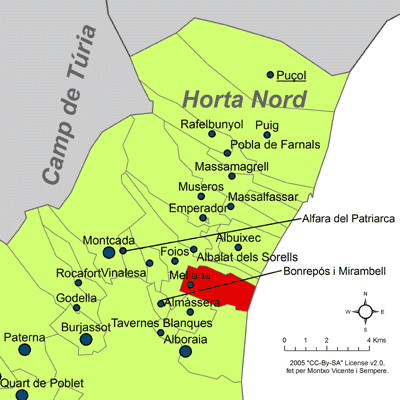
dans la comarque de l'Horta Nord.

### Localités limitrophes
Le territoire communal de Meliana est voisin de celui des communes suivantes :
Alboraya, Almàssera, Foios et Valence, toutes situées dans la province de Valence.

## Démographie
| 1900  | 1910  | 1920  | 1930  | 1940  | 1950  | 1960  | 1970  | 1981  | 1991  | 2000  | 2005  | 2006  |
| ----- | ----- | ----- | ----- | ----- | ----- | ----- | ----- | ----- | ----- | ----- | ----- | ----- |
| 2.696 | 3.199 | 3.392 | 4.002 | 4.530 | 4.659 | 5.173 | 7.122 | 8.847 | 9.122 | 9.051 | 9.512 | 9.622 |

## Administration
Liste des maires, depuis les premières élections démocratiques.
| Législature | Nom du Maire                                                  | Parti politique      |
| ----------- | ------------------------------------------------------------- | -------------------- |
| 1979-1983   | Vicente Ferrer Cots                                           | APIM                 |
| 1983-1987   | Cristobal Casares Biot                                        | PSPV-PSOE            |
| 1987-1991   | Cristobal Casares Biot                                        | PSPV-PSOE            |
| 1991-1995   | Frederic Molins Orts / Amparo Belmonte Burgos                 | PSPV-PSOE            |
| 1995-1999   | Amparo Belmonte Burgos                                        | PSPV-PSOE            |
| 1999-2003   | Vicent Ahuir Cardells                                         | BLOC                 |
| 2003-2007   | Blas Devís Roig, Antonio Marín Gómez et Vicent Ahuir Cardells | PP, PSPV-PSOE et BNV |
| 2007-2011   | Blas Devis                                                    | PP                   |

### Sources
- (es) Cet article est partiellement ou en totalité issu de l’article de Wikipédia en espagnol intitulé « Meliana » (voir la liste des auteurs).